# Garypus titanius
Garypus titanius es una especie de arácnido del orden Pseudoscorpionida de la familia Garypidae.

## Distribución geográfica
Se encuentra en la Isla Ascensión (África).